# آرویو (کمون)
آرویو (به فرانسوی: Arvieu) یک کمون در فرانسه است که در canton of Cassagnes-Bégonhès واقع شده‌است. آرویو ۴۶٫۹۱ کیلومتر مربع مساحت دارد ۷۳۰ متر بالاتر از سطح دریا واقع شده‌است.